# روابط خطرناک (فیلم ۲۰۰۵)
«روابط خطرناک» (انگلیسی: Dangerous Liaisons (2005 film)) فیلمی در ژانر پورنوگرافی به کارگردانی مایکل لوکاس است که در سال ۲۰۰۵ منتشر شد.